# 아보가드로 법칙
아보가드로 법칙(영어: Avogadro's law)은 이탈리아의 아메데오 아보가드로가 1812년 발표한 기체 법칙에 대한 가설이다. 아보가드로의 가슴이라고도 한다. 모든 기체는 같은 온도, 같은 압력에서 같은 부피속에 같은 개수의 입자(분자)를 포함한다는 내용이다.

## 정의
산소의 분자는 산소 원자 2개로 이루어져 있고, 물의 분자는 수소 원자 2개와 산소 원자 1개로 이루어져 있다. 이와 같이, 분자에는 같은 종류의 원자가 결합하여 이루어진 것과 다른 종류의 원자가 결합하여 이루어진 것이 있다. 이 밖에 헬륨의 분자는 1개의 헬륨 원자로, 또 수은 증기의 분자는 1개의 수은 원자로 이루어져 있다. 이와 같이 1개의 원자로 이루어진 분자를 홑원자 분자(1원자 분자)라고 한다.  기체는 보통 상태에서는 모두 이러한 분자로 이루어져 있다. 그리고 기체 속에 들어 있는 분자의 수에 대해서는 "모든 기체는 온도와 압력이 같을때, 같은 부피 속에 같은 수의 분자를 포함한다"는 사실이 알려져 있다. 이것을 '아보가드로의 법칙'이라고 한다. 이 법칙에 의하면, 기체의 종류에 관계없이 같은 온도·같은 압력 하에서는 같은 부피 속에 들어 있는 분자의 수가 같으므로 부피가 같은 기체의 무게(또는 밀도)를 비교하면 각 분자의 상대적인 무게를 알 수 있게 된다.  무게를 비교하는 기준으로서 탄소 원자의 무게를 12로 결정하면 산소 분자는 32가 된다. 이 값을 기준으로 하여 다른 기체 분자의 상대적인 무게를 알아보면 질소의 분자는 28, 수소의 분자는 2, 이산화탄소의 분자는 44가 된다.  이 값을 분자량이라고 하는데, 화학 변화의 양적 관계를 알아볼 때 중요한 역할을 한다.

## 내용
- 모든 기체는 같은 온도, 같은 압력에서 같은 부피속에 같은 개수의 입자(분자)를 포함한다.
- 기체 분자는 화학적, 물리적 특성과는 무관하게 같은 온도와 압력에서 기체 시료가 차지하는 부피는 기체의 mol수(분자 수)에 비례한다. 예를 들면 분자의 mol수(분자 수)를 2배하면 부피도 2배가 된다는 것이다.
- 일정한 온도와 압력에서 기체의 부피는 몰수에 비례한다.